# Телематические службы
Телемати́ческие службы (ТМ службы) — службы электросвязи, за исключением телефонной, телеграфной служб и службы передачи данных, предназначенные для передачи информации через сети электросвязи. Примерами ТМ-служб являются: факсимильные службы, службы электронных сообщений, службы голосовых сообщений, службы аудио/видеоконференции, а также службы доступа к информации, хранящейся в электронном виде.
Данное определение взято из официального документа и описывает, чем не может быть служба.
Исходя из происхождения слова «телематика», его первичного значения, понимать под телематическими службами в области ИТ следует лишь службы, предназначенные для удалённого управления различными ресурсами посредством сетей связи.
Однако в настоящее время под ТМ подразумевается взаимодействие пользователя с любой службой в режиме запрос — ответ по определённому протоколу. Например, сеанс связи с сервером по протоколу HTTP, запрос и получение почты POP3 — IMAP, запрос доменного имени DNS, предоставление информации по запросу пользователя (хостинг).
Телематические услуги оказывают операторы, подключающие свои узлы к сети передачи данных. Никаких телематических сетей в природе не существует.
В документах отрасли связи существует следующее недоразумение: доступ в интернет — это телематическая услуга, а на самом деле оператор предоставляет услугу передачи данных по своей сети до пограничного маршрутизатора.
Такая ситуация с «некорректной терминологией», очевидно, создана искусственно, с целью вывода услуг доступа в интернет и иных сопутствующих услуг из-под действия чрезмерно жёстких норм законодательства относительно регулирования и контроля за любыми традиционными сетями связи, как оставшихся с советского периода и мигрировавших в российское законодательство, так и законодательных новелл уже чисто российского происхождения, основанных, однако, на старом понимании технологий связи и подходам к ним, без учёта их современных возможностей, потребностей и, в конце концов, сложившихся реалий. Это один из способов формального уклонения от бесконечных попыток государства, и не только российского, но и большинства других, вторгаться в любые непосредственные коммуникации между гражданами, создающих бесконечные проблемы для естественного развития отрасли, внедрения новых технологий и способов коммуникаций.